# International Mathematical Union
International Mathematical Union  er en international sammenslutning af  nationale matematiske foreninger og organisationer fra alle verdensdele. Unionen er oprettet med det formål at fremme internationalt samarbejde i matematikken.
En hovedopgave for unionen er at assistere ved afholdelsen af den store matematikerkongres International Congress of Mathematicians, der mødtes første gang i 1897 i Zurich og anden  gang i 1900 i Paris. Kongressen har siden 1900  været afholdt regelmæssigt hvert fjerde år med små afbrud under 1.verdenskrig og 2.verdenskrig. Alle foredrag er inviterede foredrag og tilsigter at præsentere det ypperste i den matematiske udvikling  i de forudgående fire år. Da der normalt kun inviteres 150-200 foredragsholdere omgærdes disse invitationer med en betydelig prestige.